# Труе, Александр
Александр Труе (дат. Alexander True; род. 17 июля 1997, Копенгаген) — датский хоккеист, центральный нападающий клуба МОДО.

## Карьера

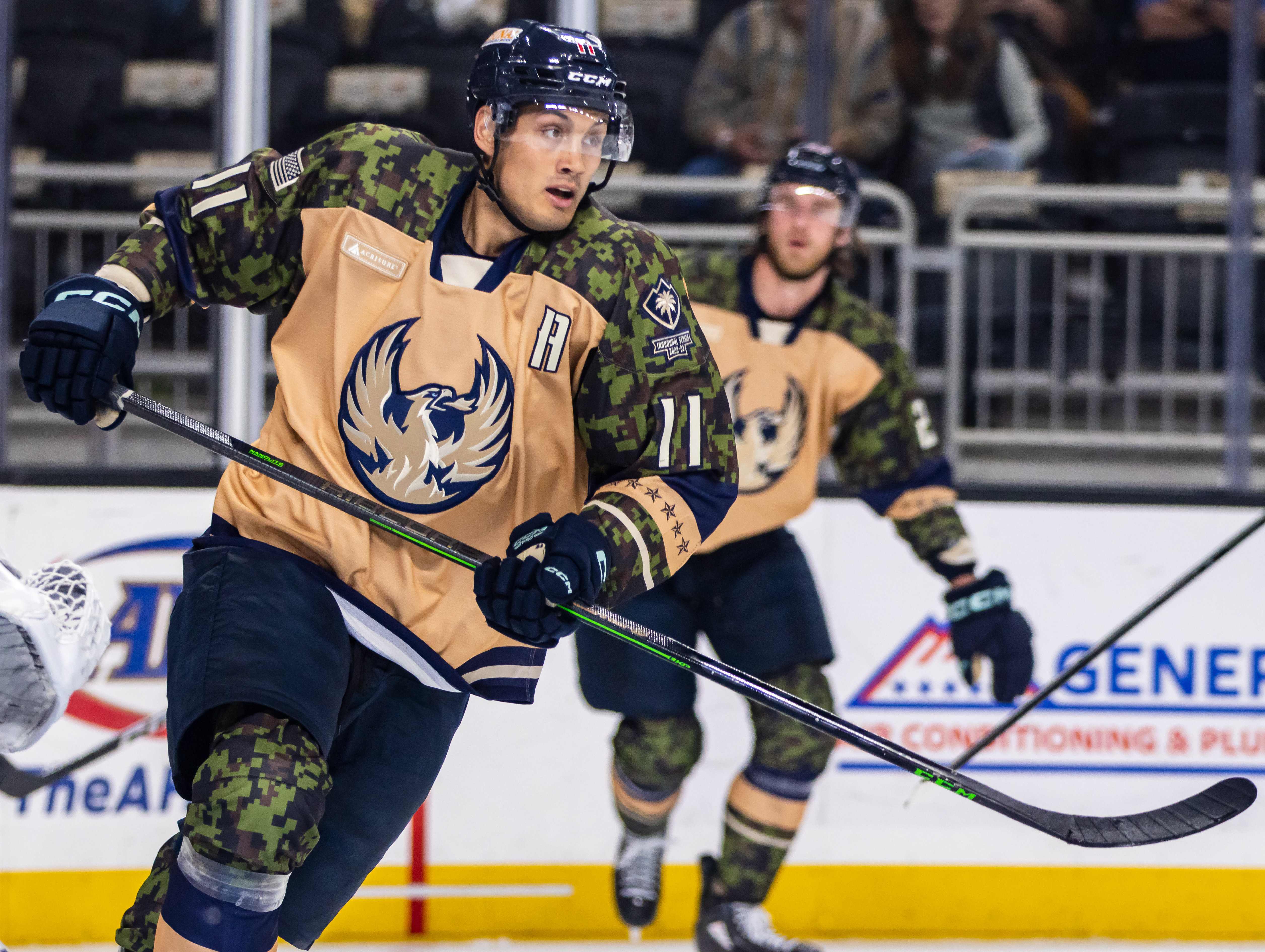
Труе в марте 2023 года

Воспитанник датского клуба «Рунгстед Сайер Кэпитал». В 17 лет переехал в США, где Труе первое время выступал в Западной хоккейной лиге за «Сиэтл Тандербердс». В 2017 году вместе с командой он становился победителем WHL, а нападающий забросил победную шайбу в финале. В июле 2018 года Труе подписал пробный контракт новичка с клубом НХЛ «Сан-Хосе Шаркс». Дебютировать в сильнейшей заокеанской лиге ему удалось через полтора года - 4 февраля 2020 года в матче против «Калгари Флэймз».
Выступал за молодёжную сборную Дании на молодёжных чемпионатах мира в элитном дивизионе. За главную национальную команду страны впервые сыграл на ЧМ-2021 в Латвии. В первом матче на турнире Труэ помог датчанам сенсационно обыграть шведов (4:3).

## Достижения
- Чемпион WHL: 2016/17.

## Семья
- Отец: Сорен Труе (род. 1968) - являлся капитаном сборной Дании.[8]
- Младший брат: Александра Оливер (род. 2000) - играет в датском чемпионате и вызывается в состав молодёжной сборной страны.[9]
- Дядя: Хайнц Элерс (род. 2000) - главный тренер сборной Дании. Первый датчанин, выбранный на драфте НХЛ.[10]
- Двоюродные братья: Николай Элерс (род. 1996) - нападающий клуба НХЛ «Виннипег Джетс»[11]; Себастьян Элерс (род. 1993) - бывший хоккеист молодёжной сборной Дании, выступающий в чемпионате своей страны.[12]